# Lynnville (Tennessee)
Lynnville é uma cidade  localizada no estado americano de Tennessee, no Condado de Giles.

## Demografia
Segundo o censo americano de 2000, a sua população era de 345 habitantes.

## Geografia
De acordo com o United States Census Bureau tem uma área de
0,8 km², dos quais 0,8 km² cobertos por terra e 0,0 km² cobertos por água.

## Localidades na vizinhança
O diagrama seguinte representa as localidades num raio de 28 km ao redor de Lynnville.